# Du fait de cuisine

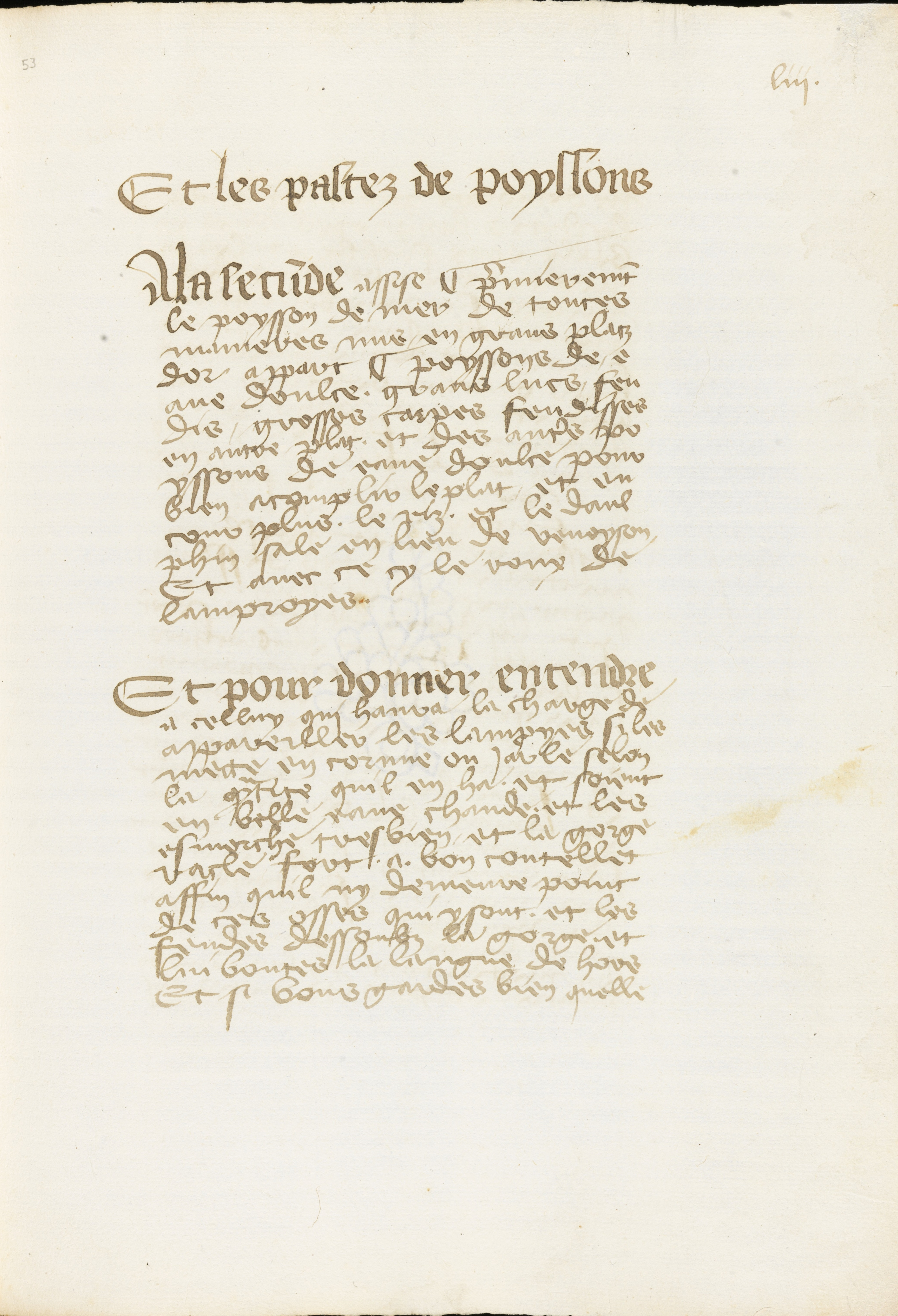
Un extrait de Du fait de cuisine

Du fait de cuisine est un livre de cuisine du Moyen Âge, rédigé vers 1420, par Amiczo Chiquart, cuisinier au service du duc Amédée VIII de Savoie. Ce livre est également le seul ouvrage connu décrivant l'organisation d'un banquet au Moyen Âge.
Le manuscrit original de ce traité est conservé à la bibliothèque cantonale du Valais (Suisse) depuis le XVe siècle. Il a depuis été traduit, adapté et commenté par Florence Bouas et Frédéric Vivas pour une publication française en novembre 2008, avec pour titre et sous-titre : Du fait de cuisine. Traité de gastronomie médiévale de Maître Chiquart.

## Ouvrage
L'ouvrage porte la mention : « Aucune (quelque) science de l'art de cuysinerie et de cuysine. » Il comprend notamment le descriptif de menus fastueux, composés pour la cour de Savoie, dont un banquet au château de Ripaille, près de Thonon. Certains menus sont de véritables mises en scène, composées de décors de théâtre, avec des mets divers à profusion. Cependant, l'ouvrage contient également des instructions et des recommandations détaillées et explicitement destinées « au dit maître qui le fera », c'est-à-dire à d'autres cuisiniers ; l'ouvrage est en cela aussi un manuel d'instruction.